# 7. tisíciletí př. n. l.
V 7. tisíciletí př. n. l. se zemědělství rozšířilo z Anatolie na Balkán. Světová populace se v podstatě ustálila asi na 5 milionech lidí, rozptýlených po světě v malých kmenech lovců a sběračů. V rozvinutých zemědělských komunitách na Středním Východě byl domestikován skot, oslové a včely. Hrnčířství se šířilo do Evropy a Jižní Asie, byly také vyráběny první kovové (zlaté a měděné) ozdoby.